# Buenavista, Huimilpan
Buenavista är en ort i Mexiko.   Den ligger i kommunen Huimilpan och delstaten Querétaro Arteaga, i den centrala delen av landet, 170 km nordväst om huvudstaden Mexico City. Buenavista ligger 2 207 meter över havet och antalet invånare är 604.
Terrängen runt Buenavista är kuperad åt sydost, men åt nordväst är den platt. Runt Buenavista är det ganska tätbefolkat, med 104 invånare per kvadratkilometer. Närmaste större samhälle är El Pueblito, 18,3 km norr om Buenavista. Trakten runt Buenavista består till största delen av jordbruksmark.